# Palais Pathé
 (septembre 2021).
Pour les articles homonymes, voir Pathé (homonymie).
Le palais Pathé (en italien : Palazzo Pathé), connu aussi comme Casa Felisari, est un bâtiment historique de Milan en Italie.

## Histoire
Le palais est construit vers 1910 selon le projet conçu par l'architecte italien Giulio Ulisse Arata. L'immeuble a abrité pendant plusieurs années le siège italien de la société de production de cinéma française Pathé.

## Description
Le bâtiment présente un style Art nouveau. Les façades, réalisées en briques, sont caractérisées par des mosaïques et des décorations en béton.